# Team Ecuador
El Movistar Ecuador (código UCI: MTE) es un equipo ciclista de Ecuador.

## Historia
Fue creado a partir del club amateur RPM, primer equipo de alto rendimiento creado en Ecuador.
Con el objetivo de convertirse en profesional, en 2013 el equipo dirigido por el ecuatoriano Santiago Rosero, se trasladó a Europa donde compitió en algunas carreras. En junio tomaron contacto con el entrenador catalán Domènec Carbonell y este se hizo cargo del equipo como director deportivo. Como mánager general, fue contratado el ganador de la Vuelta a España 1991, Melchor Mauri y además siete españoles son parte de la plantilla.
La formación ecuatoriana tiene una base en España, repartiendo su calendario entre Europa y América.
El equipo está patrocinado por la empresa telefónica Movistar Ecuador, con lo cual utiliza frecuentemente ese nombre, aunque oficialmente era Team Ecuador. Otros patrocinadores secundarios son el Ministerio del Deporte y el Ministerio de Turismo ecuatoriano, y las empresas Seguros Equinoccial y MSports Wear. En 2020 el equipo baja a nivel amateur.

## Material ciclista

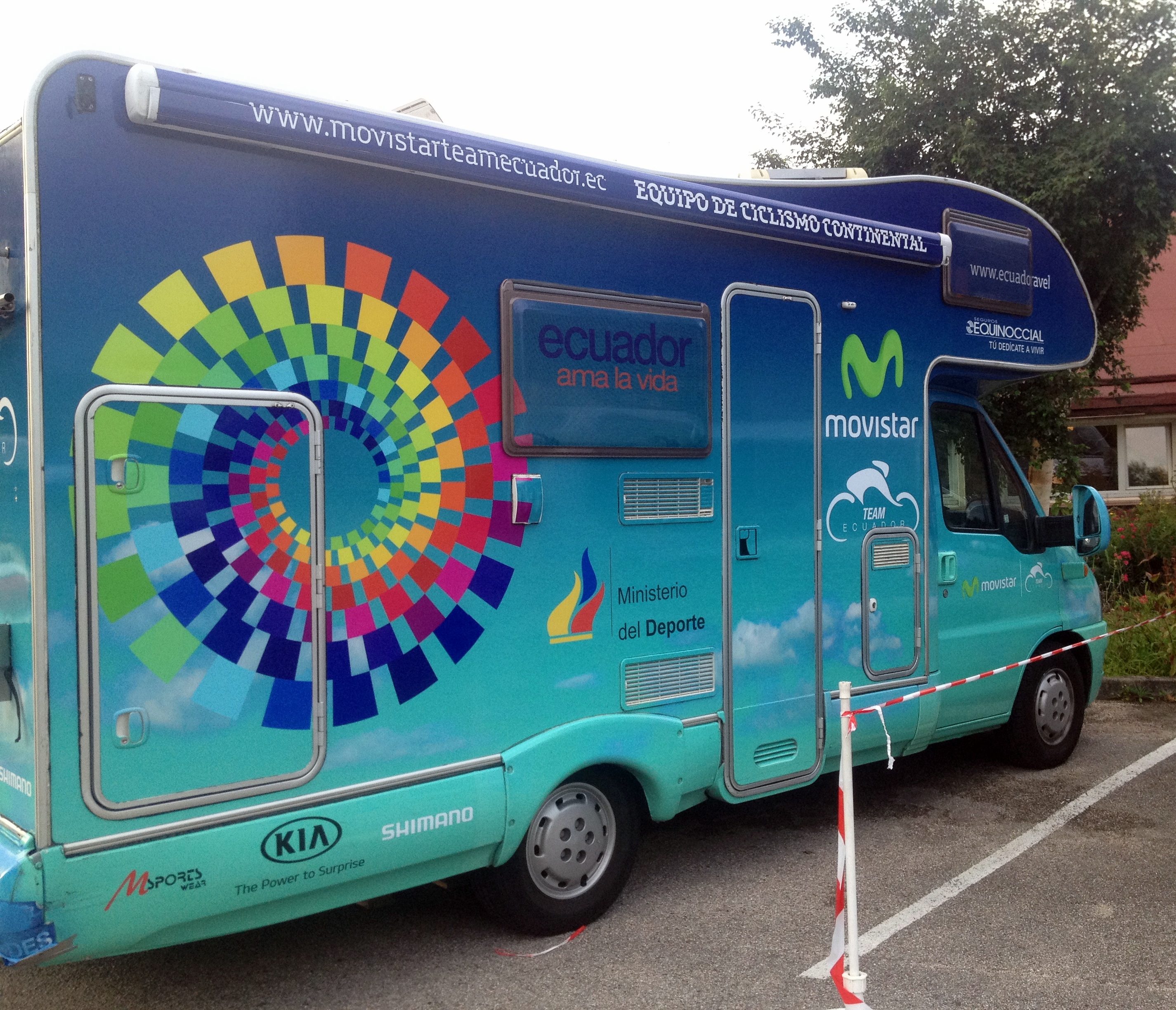
Vehículo del equipo.

El equipo usa bicicletas Gios con ruedas Vision. Como marca de ropa deportiva, el equipo usa uniformes de la firma de diseño Geovanny Apparel.

## Clasificaciones UCI
El equipo participa en los circuitos continentales, principalmente en el UCI Europe Tour. 

### UCI Europe Tour
| Temporada | Clasificación por equipos | Mejor corredor | Posición |
| 2013-2014 | 93.º                      | Jordi Simón    | 252.º    |
| 2015      | 100.º                     | Jordi Simón    | 249.º    |

### UCI America Tour
| Temporada | Clasificación por equipos | Mejor corredor   | Posición |
| 2013-2014 | 5.º                       | Byron Guamá      | 5.º      |
| 2015      | 7.º                       | Byron Guamá      | 2.º      |
| 2016      | 22.º                      | Byron Guamá      | 208.º    |
| 2017      | 29.º                      | Byron Guamá      | 62.º     |
| 2018      | 7.º                       | Jefferson Cepeda | 48.º     |

### UCI Asia Tour
| Temporada | Clasificación por equipos | Mejor corredor        | Posición |
| 2013-2014 | 79.º                      | Albert Torres Barceló | 375.º    |

### UCI Africa Tour
| Temporada | Clasificación por equipos | Mejor corredor        | Posición |
| 2015      | 18.º                      | Albert Torres Barceló | 212.º    |

## Palmarés
Para años anteriores, véase Palmarés del Team Ecuador

### Palmarés 2021

#### Circuitos Continentales UCI
| Fechas          | Circuito              | Carreras                          | Ganador          |
| 12 de diciembre | UCI America Tour 2022 | 5.ª etapa de la Vuelta al Ecuador | Lenin Montenegro |

#### Campeonatos nacionales
| Fechas | Carreras | Ganador |

## Plantilla
Para años anteriores, véase Plantillas del Team Ecuador

### Plantilla 2021
| Integrantes del equipo 2021 | Integrantes del equipo 2021 | Integrantes del equipo 2021 | Integrantes del equipo 2021 |
| Corredor                    | Fecha de nacimiento         | Equipo previo               |                             |
| --------------------------- | --------------------------- | --------------------------- | --------------------------- |
| Jorge Luis Montenegro       | 26 de septiembre de 1988    | Prefectura de Carchi (2018) |                             |
| Segundo Navarrete           | 21 de mayo de 1985          |                             |                             |
| Pedro Sebastián Rodríguez   | 14 de junio de 1994         |                             |                             |
| Cristian Toro               | 4 de marzo de 1998          |                             |                             |
| Henry Velasco               | 17 de noviembre de 1992     |                             |                             |
| David Villarreal            | 19 de mayo de 1996          |                             |                             |
| Santiago Rodriguez          | 19 de febrero de 2001       |                             |                             |
|                             |                             |                             |                             |
| Fuente: UCI                 |                             |                             |                             |